# Cambarus longulus
Cambarus longulus е вид ракообразно от семейство Cambaridae. Видът не е застрашен от изчезване.

## Разпространение и местообитание
Разпространен е в САЩ (Вирджиния, Западна Вирджиния и Северна Каролина).
Обитава сладководни басейни, реки и потоци.